# Eduard Weiß
Eduard Weiß (* 29. Mai 1870 in München; † 22. Juli 1950) war ein deutscher Kommunalpolitiker.

## Leben
Nach dem Abitur am Wilhelmsgymnasium München studierte Eduard Weiß in den Jahren von 1889 bis 1893 Rechtswissenschaften an der Ludwig-Maximilians-Universität München (Mitglied des Corps Makaria München) und der Martin-Luther-Universität Halle-Wittenberg (Mitglied des Corps Teutonia Halle). 1896 legte er das Große juristische Staatsexamen mit der Note II 2/20 ab. Nach Tätigkeiten als Assessor in Griesbach und München wurde er am 1. März 1912  als Bezirksamtmann mit der Leitung des Bezirksamtes Eggenfelden betraut. Dieses Amt übte er bis Ende Dezember 1918 – mit Unterbrechungen durch Abordnungen zu Verwaltungen in Russland – aus, als er durch den Arbeiter-, Soldaten- und Bauernrat zum Rücktritt gezwungen wurde. Am 9. Januar 1919 wurde er zur Geschäftsaushilfe zum Bayerischen Statistischen Landesamt abgeordnet. In der Zeit vom 1. Dezember 1919 bis zum 31. August 1925 war er Bezirksamtsvorstand in Kemnath, wo er zum 1. April 1920 als Bezirksoberamtmann übergeleitet wurde.
Vom 1. September 1925 bis 3. März 1933 war er Landrat des Landkreises Starnberg. Am 14. März 1933 wurde Weiß auf Anordnung des NSDAP-Gauleiters Adolf Wagner beurlaubt und nach Ruhestandsgesuch zum 1. Juni 1933 in den vorzeitigen Ruhestand verabschiedet.
Er war Vorsitzender des Bayerischen Sparkassen- und Giroverbandes und Vorstandsmitglied des Deutschen Sparkassenverbandes.